# توماس باين (سياسي)
توماس باين هو سياسي كندي، ولد في 14 ديسمبر 1834 في Denny, Falkirk ‏ في المملكة المتحدة، وتوفي في 18 يناير 1915 في Dundas, Ontario ‏ في كندا. نشط حزبياً في الحزب الليبرالي الكندي. وقد انتخب رئيس مجلس العموم الكندي ‏.